# Gus Hansen
Gustav Hansen (Copenaghen, 13 febbraio 1974) è un giocatore di poker danese.
In carriera ha vinto un braccialetto delle World Series of Poker alle World Series of Poker Europe 2010 nel £10,350 No Limit Hold'em High Roller Heads-Up. Vanta inoltre tre titoli WPT (record assoluto) e la vittoria all'Aussie Millions 2007.

## Biografia
In gioventù Gus Hansen è stato un ottimo giocatore di backgammon. Durante un soggiorno di studio in California nel 1993 conosce il Texas hold 'em. Rientra in Danimarca nel 1995 per svolgere il servizio militare, e una volta terminata la leva torna negli Stati Uniti, questa volta a New York. Qui inizia la sua carriera di giocatore professionista di backgammon, ma contemporaneamente, attirato dai più alti guadagni, comincia a costruire ed affinare la sua strategia pokeristica.
Il suo esordio nel circuito professionistico avviene nel 2002. A maggio vince il Five Diamond World Poker Classic, torneo del World Poker Tour, intascando un assegno di 556.460 dollari. Nel febbraio 2003 conquista ancora una vittoria WPT nel L.A. Poker Classic a Los Angeles, intascando il primo premio di 455.780 dollari.
Nel gennaio 2004 vince il PokerStars Caribbean Poker Adventure, guadagnando altri 455.780 dollari. Nel febbraio 2005 prende parte al Poker Superstar Invitational Tournament. L'evento viene trasmesso dalla NBC due ore prima del Super Bowl; Hansen chiude al primo posto e intasca 1.000.000 di dollari. Vince inoltre l'Aussie Millions nel gennaio 2007 a Melbourne, guadagnando 1.192.919 dollari.
Il 26 settembre 2010 vince il suo primo braccialetto alle World Series of Poker Europe 2010, nell'evento £ 10.000 No Limit Hold'em - High Roller Heads-Up, per un primo premio pari a 288.409 sterline.